# Josep Escolà
Josep Escolà Segalés (Barcelona, España; 29 de octubre de 1914-ibídem, 7 de marzo de 1998), conocido como Escolà, fue un futbolista y entrenador español. Jugaba en la posición de delantero y desarrolló la mayor parte de su carrera profesional en el Fútbol Club Barcelona. Después de retirarse fue entrenador de varios equipos.

## Trayectoria
Conocido como el catedrático del fútbol, Escolà sufrió la suspensión de la Liga como consecuencia de la Guerra civil española. El FC Barcelona realizó una gira por México y Estados Unidos en los primeros meses de 1937. Muchos de los componentes de la expedición azulgrana aprovecharon el viaje para exiliarse y continuar jugando al fútbol lejos de España. Este fue el caso de Escolà, que fichó por el Séte y fijó su residencia en Francia. Permaneció allí hasta el final del conflicto bélico y el 1940 regresó al Barcelona, aunque antes la Federación Española le sancionó con un año de suspensión.
Con el FC Barcelona marcó 118 goles en 191 partidos oficiales, siendo uno de los mejores delanteros de la historia del club. Ganó dos ligas en las temporadas 1944-45 y 1947-1948. 

## Clubes
| Club                  | País    | Año       |
| --------------------- | ------- | --------- |
| UE Sants              | España  | 1934      |
| Fútbol Club Barcelona | España  | 1934-1937 |
| FC Sète               | Francia | 1937-1939 |
| Fútbol Club Barcelona | España  | 1940-1948 |

## Selecciones
Fue internacional dos veces con España, ambas contra Portugal. Los dos partidos acabaron con empate a dos y Escolà marcó en su debut el 12 de enero de 1941. El segundo partido se jugó el 11 de marzo de 1945. A nivel amistoso, entre 1931 y 1948, jugó 10 partidos y marcó dos goles con la selección catalana. El primero de sus goles fue conseguido en la victoria por 2-1 ante Brasil en Les Corts el 17 de junio de 1934. 
- 1941-1945:  Selección de fútbol de España

## Entrenador
- CF Badalona, España
- CE Sabadell, España
- CD Castellón, España
- Levante UD, España